# Wereldkampioenschappen kunstschaatsen 2004
De Wereldkampioenschappen kunstschaatsen is een evenement dat georganiseerd wordt door de Internationale Schaatsunie, in deze competitie doen kunstschaatsers mee. De winnaar mag zich kronen tot Wereldkampioen kunstschaatsen. Dit evenement is het meest prestigieuze evenement van het jaar in de kunstrijdwereld.
In 2004 werden de kampioenschappen van 22 tot en met 28 maart gehouden in de Westfalenhallen in Dortmund, Duitsland. Het was de derde keer dat de WK kunstschaatsen hier plaatsvonden, ook in 1964 en 1980 vonden de kampioenschappen hier plaats. Het was de veertiende keer dat de WK Kunstschaatsen in Duitsland plaatsvonden, ook Berlijn (7x voor 1947),  Garmisch-Partenkirchen (1956) en München (1906, 1974, 1991) waren  gaststeden.
Voor de mannen was het de 94e editie, voor de vrouwen de 84e editie, voor de paren de 82e editie, en voor de ijsdansers de 52e editie.

## Deelname
Elk lid van de ISU kon één schaatser/één paar aanmelden per discipline. Extra startplaatsen (met en maximum van drie per discipline) zijn verdiend op basis van de eindklasseringen op het WK van 2003
Bij de mannen en vrouwen vond er eerst een kwalificatieronde plaats in twee groepen (A + B), hiervan mochten de eerste vijftien per groep de korte kür rijden waarna er nog eens zes afvielen zodat er vierentwintig deelnemers aan de lange kür deelnamen. Bij het IJsdansen werd de verplichte kür in een A en B groep gereden, na de originele kür plaatsten de eerste vierentwintig zich voor de vrije dans.
Om deel te nemen moet een deelnemer/deelneemster op 1 juli voorafgaand aan het kampioenschap minimaal vijftien jaar oud zijn.

### Deelnemende landen
Vierenveertig landen schreven deelnemers in voor dit toernooi, zij zouden samen 131 startplaatsen invullen. Rusland vulde het maximale aantal van twaalf startplaatsen in. (Tussen haakjes het totaal aantal startplaatsen over de vier disciplines.) 
| Rusland (12) Verenigde Staten (10) Canada (9) China (7) Frankrijk (6) Japan (6) Israël (5) Oekraïne (5) Duitsland (4) | Australië (3) Azerbeidzjan (3) Bulgarije (3) Finland (3) Hongarije (3) Italië (3) Litouwen (3) Oostenrijk (3) Slowakije (3) | Tsjechië (3) Verenigd Koninkrijk (3) Zwitserland (3) België (2) Estland (2) Mexico (2) Polen (2) Servië en Montenegro (2) Slovenië (2) | Wit-Rusland (2) Zuid-Afrika (2) Zuid-Korea (2) Armenië (1) Bosnië en Herzegovina (1) Georgië (1) Kroatië (1) Letland (1) | Luxemburg (1) Nederland (1) Oezbekistan (1) Roemenië (1) Spanje (1) Taiwan (1) Turkije (1) Zweden (1) |

## Medaille verdeling
Bij de mannen veroverde Jevgeni Ploesjenko zijn derde wereldtitel, ook in 2001 en 2003 werd hij wereldkampioen. Het was zijn vijfde medaille won, in 1998 werd hij derde en in 1999 tweede. Voor Brian Joubert en Stefan Lindemann op de plaatsen twee en drie was het hun eerste WK medaille.
Bij de vrouwen veroverde Shizuka Arakawa de wereldtitel, het was haar eerste WK medaille. Ook Sasha Cohen op de tweede plaats veroverde haar eerst WK medaille. Michelle Kwan op de derde plaats veroverde voor het negende opeenvolgende jaar een WK medaille, ze werd wereldkampioene in 1996, 1998, 2000, 2001 en 2003 en in 1997, 1999 en 2002 werd ze tweede.
Bij het paarrijden veroverden Tatiana Totmianina / Maxim Marinin de wereldtitel, het was hun derde WK medaille, in 2002 en 2003 werden ze tweede.  Shen Xue / Zhao Hongbo op plaats twee veroverden hun zesde medaille, in 1999, 2000 werden ze tweede, in 2001 derde en in 2002 en 2003 wereldkampioen. Pang Qing / Tong Jian op plaats drie veroverden hun eerste WK medaille.
Bij het ijsdansen veroverden Tatiana Navka / Roman Kostomarovde wereldtitel, het was hun eerste  medaille. Albena Denkova / Maxim Staviski op plaats twee veroverden hun tweede WK medaille, in 2003 werden ze derde. Kati Winkler / René Lohse op plaats drie veroverden hun eerste WK medaille.
| Discipline | Goud ·                              | Zilver ·                         | Brons ·                   |
| ---------- | ----------------------------------- | -------------------------------- | ------------------------- |
| Mannen     | Jevgeni Ploesjenko                  | Brian Joubert                    | Stefan Lindemann          |
| Vrouwen    | Shizuka Arakawa                     | Sasha Cohen                      | Michelle Kwan             |
| Paren      | Tatjana Totmjanina / Maksim Marinin | Shen Xue / Zhao Hongbo           | Pang Qing / Tong Jian     |
| IJsdansen  | Tatjana Navka / Roman Kostomarov    | Albena Denkova / Maksim Staviski | Kati Winkler / René Lohse |

## Uitslagen

### Mannen / Vrouwen
| Mannen                 | Mannen                   | Mannen                       | Mannen | Mannen      | Mannen    | Mannen    |
| #                      | naam (deelnames)         | land                         | punten | kwalif. A/B | korte kür | lange kür |
| ---------------------- | ------------------------ | ---------------------------- | ------ | ----------- | --------- | --------- |
| Goud                   | Jevgeni Ploesjenko (6)   | Vlag van Rusland             | 2.0    | 1A          | 1         | 1         |
| Zilver                 | Brian Joubert (3)        | Vlag van Frankrijk           | 4.0    | 2B          | 2         | 2         |
| Brons                  | Stefan Lindemann (4)     | Vlag van Duitsland           | 6.0    | 3A          | 3         | 3         |
| 4                      | Stéphane Lambiel (3)     | Vlag van Zwitserland         | 8.8    | 3B          | 6         | 4         |
| 5                      | Johnny Weir (1)          | Vlag van Verenigde Staten    | 10.2   | 7B          | 4         | 5         |
| 6                      | Michael Weiss (7)        | Vlag van Verenigde Staten    | 11.0   | 5A          | 5         | 6         |
| 7                      | Zhang Min (5)            | Vlag van China               | 12.8   | 4A          | 7         | 7         |
| 8                      | Emanuel Sandhu (5)       | Vlag van Canada              | 16.2   | 1B          | 13        | 8         |
| 9                      | Frédéric Dambier (2)     | Vlag van Frankrijk           | 16.6   | 4B          | 10        | 9         |
| 10                     | Li Chengjiang (5)        | Vlag van China               | 19.2   | 5B          | 12        | 10        |
| 11                     | Daisuke Takahashi (1)    | Vlag van Japan               | 20.4   | 7A          | 11        | 11        |
| 12                     | Andrei Griazev (2)       | Vlag van Rusland             | 23.2   | 6B          | 8         | 16        |
| 13                     | Ben Ferreira (3)         | Vlag van Canada              | 26.0   | 9B          | 14        | 14        |
| 14                     | Kevin Van der Perren (5) | Vlag van België              | 26.6   | 8B          | 19        | 12        |
| 15                     | Ivan Dinev (11)          | Vlag van Bulgarije           | 28.2   | 11B         | 18        | 13        |
| 16                     | Matthew Savoie (2)       | Vlag van Verenigde Staten    | 29.2   | 10B         | 17        | 15        |
| 17                     | Gheorghe Chiper (4)      | Vlag van Roemenië            | 29.4   | 6B          | 15        | 18        |
| 18                     | Sergej Davydov (4)       | Vlag van Wit-Rusland         | 30.2   | 9B          | 16        | 17        |
| 19                     | Tomáš Verner (3)         | Vlag van Tsjechië            | 36.2   | 13B         | 20        | 19        |
| 20                     | Gregor Urbas (4)         | Vlag van Slovenië            | 36.8   | 8A          | 21        | 21        |
| 21                     | Kristoffer Berntsson (4) | Vlag van Zweden              | 38.8   | 11B         | 24        | 20        |
| 22                     | Yamato Tamura (4)        | Vlag van Japan               | 41.0   | 12A         | 22        | 23        |
| 23                     | Neil Wilson (4)          | Vlag van Verenigd Koninkrijk | 41.4   | 14B         | 23        | 22        |
| -                      | Ilja Klimkin (2)         | Vlag van Rusland             |        | 2A          | 9         | tzt *     |
| Vrije kür niet bereikt |                          |                              |        |             |           |           |
| 25                     | Zoltán Tóth (4)          | Vlag van Hongarije           |        | 12A         | 26        |           |
| 26                     | Ari-Pekka Nurmenkari (2) | Vlag van Finland             |        | 14A         | 25        |           |
| 27                     | Vitali Daniltsjenko (4)  | Vlag van Oekraïne            |        | 10A         | 29        |           |
| 28                     | Vachtang Moervanidze (8) | Vlag van Georgië             |        | 13A         | 28        |           |
| 29                     | Trifun Zivanovic (2)     |                              |        | 15A         | 27        |           |
| 30                     | Juraj Sviatko (4)        | Vlag van Slowakije           |        | 15B         | 30        |           |
| Korte kür niet bereikt |                          |                              |        |             |           |           |
|                        | Lee Dong-whun (2)        | Vlag van Australië           |        | 16A         |           |           |
|                        | Patrick Meier (8)        | Vlag van Zwitserland         |        | 16B         |           |           |
|                        | Clemens Jonas (4)        | Vlag van Oostenrijk          |        | 17A         |           |           |
|                        | Sergei Kotov (3)         | Vlag van Israël              |        | 17B         |           |           |
|                        | Aidas Reklys (3)         | Vlag van Litouwen            |        | 18A         |           |           |
|                        | Bradley Santer (3)       | Vlag van Australië           |        | 18B         |           |           |
|                        | Pavel Kersha (1)         | Vlag van Wit-Rusland         |        | 19A         |           |           |
|                        | Yon Garcia (5)           | Vlag van Spanje              |        | 19B         |           |           |
|                        | Andrei Dobrokhodov (1)   | Vlag van Azerbeidzjan        |        | 20B         |           |           |
|                        | Miguel Angel Moyron (1)  | Vlag van Mexico              |        | 21B         |           |           |
|                        | Gareth Echardt (2)       | Vlag van Zuid-Afrika         |        | tzt *       |           |           |

| Vrouwen                | Vrouwen                   | Vrouwen                        | Vrouwen | Vrouwen     | Vrouwen   | Vrouwen   |
| #                      | naam (deelnames)          | land                           | punten  | kwalif. A/B | korte kür | lange kür |
| ---------------------- | ------------------------- | ------------------------------ | ------- | ----------- | --------- | --------- |
| Goud                   | Shizuka Arakawa (3)       | Vlag van Japan                 | 2.6     | 1A          | 2         | 1         |
| Zilver                 | Sasha Cohen (3)           | Vlag van Verenigde Staten      | 4.0     | 1B          | 1         | 3         |
| Brons                  | Michelle Kwan (11)        | Vlag van Verenigde Staten      | 5.6     | 3A          | 4         | 2         |
| 4                      | Miki Ando (1)             | Vlag van Japan                 | 6.6     | 2A          | 3         | 4         |
| 5                      | Carolina Kostner (2)      | Vlag van Italië                | 11.4    | 6A          | 5         | 6         |
| 6                      | Júlia Sebestyén (7)       | Vlag van Hongarije             | 11.8    | 3B          | 6         | 7         |
| 7                      | Fumie Suguri (6)          | Vlag van Japan                 | 12.4    | 8A          | 7         | 5         |
| 8                      | Joannie Rochette (2)      | Vlag van Canada                | 15.4    | 5B          | 9         | 8         |
| 9                      | Irina Sloetskaja (8)      | Vlag van Rusland               | 17.8    | 5A          | 8         | 11        |
| 10                     | Jelena Sokolova (3)       | Vlag van Rusland               | 18.2    | 2B          | 14        | 9         |
| 11                     | Elena Liasjenko (10)      | Vlag van Oekraïne              | 19.6    | 4B          | 10        | 12        |
| 12                     | Susanna Pöykiö (2)        | Vlag van Finland               | 20.6    | 4A          | 15        | 10        |
| 13                     | Sarah Meier (3)           | Vlag van Zwitserland           | 23.8    | 9B          | 12        | 13        |
| 14                     | Jennifer Robinson (8)     | Vlag van Canada                | 25.2    | 6B          | 13        | 15        |
| 15                     | Viktoria Voltsjkova (6)   | Vlag van Rusland               | 28.4    | 7A          | 11        | 19        |
| 16                     | Idora Hegel (5)           | Vlag van Kroatië               | 28.6    | 8A          | 19        | 14        |
| 17                     | Anne Sophie Calvez (3)    | Vlag van Frankrijk             | 29.8    | 9A          | 17        | 16        |
| 18                     | Jennifer Kirk (2)         | Vlag van Verenigde Staten      | 30.4    | 7B          | 16        | 18        |
| 19                     | Fang Dan (3)              | Vlag van China                 | 34.6    | 11B         | 22        | 17        |
| 20                     | Miriam Manzano (5)        | Vlag van Australië             | 35.6    | 12A         | 18        | 20        |
| 21                     | Annette Dytrt (1)         | Vlag van Duitsland             | 38.0    | 10B         | 20        | 22        |
| 22                     | Zuzana Babiakova (4)      | Vlag van Slowakije             | 39.4    | 10A         | 24        | 21        |
| 23                     | Valentina Marchei (1)     | Vlag van Italië                | 40.0    | 11B         | 21        | 23        |
| 24                     | Jenna McCorkell (2)       | Vlag van Verenigd Koninkrijk   | 43.0    | 13B         | 23        | 24        |
| Vrije kür niet bereikt |                           |                                |         |             |           |           |
| 25                     | Julia Lautowa (6)         | Vlag van Oostenrijk            |         | 15A         | 25        |           |
| 26                     | Michelle Cantu (2)        | Vlag van Mexico                |         | 15B         | 26        |           |
| 27                     | Mojca Kopac (9)           | Vlag van Slovenië              |         | 14A         | 27        |           |
| 28                     | Sara Falotico (2)         | Vlag van België                |         | 13A         | 28        |           |
| 29                     | Daria Timoshenko (2)      | Vlag van Azerbeidzjan          |         | 12B         | 29        |           |
| 30                     | Choi Ji-eun (2)           | Vlag van Zuid-Korea            |         | 14B         | 30        |           |
| Korte kür niet bereikt |                           |                                |         |             |           |           |
|                        | Hristina Vassileva (4)    | Vlag van Bulgarije             |         | 16A         |           |           |
|                        | Diane Chen (4)            | Vlag van Taiwan                |         | 16B         |           |           |
|                        | Karen Venhuizen (2)       | Vlag van Nederland             |         | 17A         |           |           |
|                        | Gintare Vostrecovaite (3) | Vlag van Litouwen              |         | 17B         |           |           |
|                        | Tugba Karademir (2)       | Vlag van Turkije               |         | 18A         |           |           |
|                        | Jenna-Anne Buys (1)       | Vlag van Zuid-Afrika           |         | 18B         |           |           |
|                        | Lucie Krausova (3)        | Vlag van Tsjechië              |         | 19A         |           |           |
|                        | Ksenia Jastsenjski (3)    |                                |         | 19B         |           |           |
|                        | Anna Bernauer (1)         | Vlag van Luxemburg             |         | 20A         |           |           |
|                        | Olga Vassiljeva (9)       | Vlag van Estland               |         | 20B         |           |           |
|                        | Keren Shua Haim (1)       | Vlag van Israël                |         | 21A         |           |           |
|                        | Nina Bates (1)            | Vlag van Bosnië en Herzegovina |         | 21B         |           |           |

### Paren / IJsdansen
| Paren  | Paren                                        | Paren                     | Paren  | Paren     | Paren     |
| #      | naam (deelnames)                             | land                      | punten | korte kür | lange kür |
| ------ | -------------------------------------------- | ------------------------- | ------ | --------- | --------- |
| Goud   | Tatjana Totmjanina Maksim Marinin (6)        | Vlag van Rusland          | 2.5    | 1         | 2         |
| Zilver | Shen Xue Zhao Hongbo (10)                    | Vlag van China            | 3.0    | 4         | 1         |
| Brons  | Pang Qing Tong Jian (6)                      | Vlag van China            | 4.5    | 3         | 3         |
| 4      | Maria Petrova (8) Aleksej Tichonov (7)       | Vlag van Rusland          | 5.0    | 2         | 4         |
| 5      | Zhang Dan Zhang Hao (3)                      | Vlag van China            | 8.0    | 6         | 5         |
| 6      | Dorota Zagórska (10) Mariusz Siudek (12)     | Vlag van Polen            | 8.5    | 5         | 6         |
| 7      | Joelija Obertas (4) Sergej Slavnov (2)       | Vlag van Rusland          | 10.5   | 7         | 7         |
| 8      | Anabelle Langlois Patrice Archetto (3)       | Vlag van Canada           | 12.0   | 8         | 8         |
| 9      | Valerie Marcoux (2) Craig Buntin (1)         | Vlag van Canada           | 14.0   | 10        | 9         |
| 10     | Rena Inoue (3) John Baldwin jr. (2)          | Vlag van Verenigde Staten | 14.5   | 9         | 10        |
| 11     | Sabrina Lefrancois Jerome Blanchard (2)      | Vlag van Frankrijk        | 17.0   | 12        | 11        |
| 12     | Eva-Maria Fitze (4) Rico Rex (4)             | Vlag van Duitsland        | 17.5   | 11        | 12        |
| 13     | Kathryn Orscher Garrett Lucash (2)           | Vlag van Verenigde Staten | 20.0   | 14        | 13        |
| 14     | Tatjana Volosozjar (2) Petro Chartsjenko (2) | Vlag van Oekraïne         | 20.5   | 13        | 14        |
| 15     | Milica Brozovic (1) Vladimir Futas (2)       | Vlag van Slowakije        | 22.5   | 15        | 15        |
| 16     | Julia Shapiro Vadim Akolzin (1)              | Vlag van Israël           | 24.0   | 16        | 16        |
| 17     | Olga Boguslavska (3) Andrei Brovenko (2)     | Vlag van Letland          | 26.0   | 18        | 17        |
| 18     | Diana Rennik Aleksei Saks (2)                | Vlag van Estland          | 26.5   | 17        | 18        |
| 19     | Marina Aganina Artem Knyazev (3)             | Vlag van Oezbekistan      | 28.5   | 19        | 19        |

| IJsdansen              | IJsdansen                                   | IJsdansen                    | IJsdansen | IJsdansen      | IJsdansen | IJsdansen |
| #                      | naam (deelnames)                            | land                         | punten    | verpl. kür A/B | org. kür  | vrije kür |
| ---------------------- | ------------------------------------------- | ---------------------------- | --------- | -------------- | --------- | --------- |
| Goud                   | Tatjana Navka (10) Roman Kostomarov (6)     | Vlag van Rusland             | 2.0       | 1B             | 1         | 1         |
| Zilver                 | Albena Denkova (12) Maksim Staviski (8)     | Vlag van Bulgarije           | 3.6       | 1A             | 2         | 2         |
| Brons                  | Kati Winkler Rene Lohse (9)                 | Vlag van Duitsland           | 6.2       | 2B             | 4         | 3         |
| 4                      | Olena Hroesjyna Roeslan Hontsjarov (10)     | Vlag van Oekraïne            | 6.6       | 2A             | 3         | 4         |
| 5                      | Tanith Belbin Benjamin Agosto (4)           | Vlag van Verenigde Staten    | 9.6       | 4A             | 5         | 5         |
| 6                      | Isabelle Delobel Olivier Schoenfelder (7)   | Vlag van Frankrijk           | 10.8      | 3B             | 6         | 6         |
| 7                      | Galit Chait (10) Sergei Sakhnovski (9)      | Vlag van Israël              | 13.4      | 4B             | 8         | 7         |
| 8                      | Marie-France Dubreuil Patrice Lauzon (5)    | Vlag van Canada              | 13.4      | 3A             | 7         | 8         |
| 9                      | Federica Faiella (4) Massimo Scali (3)      | Vlag van Italië              | 16.4      | 5B             | 9         | 9         |
| 10                     | Oksana Domnina Maksim Sjabalin (2)          | Vlag van Rusland             | 18.4      | 6B             | 10        | 10        |
| 11                     | Megan Wing Aaron Lowe (3)                   | Vlag van Canada              | 20.2      | 5A             | 12        | 11        |
| 12                     | Melissa Gregory Denis Petukhov (1)          | Vlag van Verenigde Staten    | 21.4      | 7B             | 11        | 12        |
| 13                     | Svetlana Kulikova Vitali Novikov (1)        | Vlag van Rusland             | 24.2      | 9B             | 13        | 13        |
| 14                     | Sinead Kerr John Kerr (1)                   | Vlag van Verenigd Koninkrijk | 25.6      | 8A             | 14        | 14        |
| 15                     | Natalia Gudina Alexei Beletski (3)          | Vlag van Israël              | 26.4      | 6A             | 15        | 15        |
| 16                     | Kristin Fraser (4) Igor Loekanin (5)        | Vlag van Azerbeidzjan        | 29.8      | 8B             | 16        | 17        |
| 17                     | Nozomi Watanabe Akiyuki Kido (2)            | Vlag van Japan               | 30.8      | 10B            | 18        | 16        |
| 18                     | Nóra Hoffmann Attila Elek (2)               | Vlag van Hongarije           | 31.0      | 7A             | 17        | 18        |
| 19                     | Anastasia Grebenkina (3) Vazgen Azrojan (3) | Vlag van Armenië             | 35.0      | 10A            | 20        | 19        |
| 20                     | Nathalie Pechalat Fabian Bourzat (1)        | Vlag van Frankrijk           | 35.0      | 9A             | 19        | 20        |
| 21                     | Joelia Holovina Oleg Voiko (2)              | Vlag van Oekraïne            | 38.6      | 11B            | 22        | 21        |
| 22                     | Yang Fang Gao Chongbo (1)                   | Vlag van China               | 40.4      | 12A            | 21        | 23        |
| 23                     | Josee Piche Pascal Denis (1)                | Vlag van Canada              | 41.2      | 12B            | 24        | 22        |
| 24                     | Aleksandra Kauc (2) Michał Zych (1)         | Vlag van Polen               | 42.2      | 11A            | 23        | 24        |
| Vrije kür niet bereikt |                                             |                              |           |                |           |           |
| 25                     | Diana Janostakova (1) Jiri Prochazka (2)    | Vlag van Tsjechië            |           | 14B            | 25        |           |
| 26                     | Natalie Buck (3) Trent Nelson-Bond (4)      | Vlag van Verenigde Staten    |           | 13B            | 26        |           |
| 27                     | Barbara Herzog Dmitri Matsjuk (1)           | Vlag van Oostenrijk          |           | 13A            | 27        |           |
| 28                     | Jessica Huot Juha Valkama (3)               | Vlag van Finland             |           | 14A            | 28        |           |
| 29                     | Clover Zatzman Aurimas Radisauskas (2)      | Vlag van Litouwen            |           | 15B            | 29        |           |